# موفق باشید، خوش بگذرانید و نمیرید
موفق باشید، خوش بگذرانید و نمیرید (به انگلیسی: Good Luck, Have Fun, Don't Die) یک فیلم علمی تخیلی و ماجراجویانه آمریکایی آماده اکران به کارگردانی گور وربینسکی با بازی سم راکول، هیلی ریچاردسون، مایکل پنیا، زاسی بیتس و جونو تمپل است.

## خلاصه داستان
«مردی از آینده» به یک غذاخوری در لس آنجلس می‌رسد که در آنجا باید ترکیب دقیقی از مشتریان ناراضی را به خدمت بگیرد تا در تلاشی یک شبه به او بپیوندند تا جهان را از تهدید نهایی یک هوش مصنوعی سرکش نجات دهد.

## ساخت
فیلمبرداری در آوریل ۲۰۲۴ در کیپ‌تاون آغاز شد.